# Armagh (Quebec)
Armagh é uma municipalidade canadense do Conselho Municipal Regional de Bellechasse em Quebec, localizado na região administrativa de Chaudière-Appalaches.